# Joan Sastre Vanrell
Joan Sastre Vanrell, noto semplicemente come Joan Sastre (Porreres, 30 aprile 1997), è un calciatore spagnolo, difensore del PAOK.

## Caratteristiche tecniche
È un terzino destro.

## Carriera
Cresciuto nel settore giovanile del Maiorca, ha esordito in prima squadra il 20 agosto 2017 disputando l'incontro di Segunda División B vinto 1-0 contro il Peralada.

## Palmarès

### Club

#### Competizioni nazionali
- Segunda División B: 1

Maiorca: 2017-2018
- Campionato greco: 1

PAOK: 2023-2024